# Sparina
Sparina, omara, omorina ili zapara je vrijeme s visokim temperaturama i velikom relativnom vlažnošću zraka. Ljudima neugodni osjećaj može biti pojačan tišinom i oblacima koji vraćaju dugovalno, i infracrveno zračenje (takozvano toplinsko zračenje) prema tlu.

## Vlažnost zraka
Vlažnost zraka je količina vodene pare koja je sadržana u zraku ili atmosferi. Vlažnost zraka se izražava na različite načine, i to kao apsolutna vlažnost, relativna vlažnost, parcijalni tlak vodene pare i drugo. Vodena para upija (apsorbira) dugovalno zračenje Zemlje i o količini vodene pare ovisi vjerojatnost pojave oborina. Također, vodena para u atmosferi sadrži znatnu količinu latentne topline. Vodena para u atmosferu dolazi na razne načine. Jedan od njih je transpiracija ili isparavanje s površine biljaka. 75% vode s tla, biljnog pokrova i vodenih površina na kopnu ispari natrag u atmosferu. Najveće isparavanje je u području tropskog i suptropskog dijela Indijskog oceana, između Madagaskara i Australije. Isparavanje se smanjuje približavanjem kopnu, to jest obali. Dnevni hod relativne vlage obratan od dnevnog hoda temperature, to jest relativna vlaga zraka najveća je ujutro, a najmanja poslije podne, kad je temperatura najviša.

### Relativna vlažnost
Zrak obično sadrži manju količinu vlage od maksimalne, pa kažemo da je nezasićen. Sadrži li na primjer zrak kod 20 °C 10 g/kg vlage, to on može još primiti 5,19 g/kg. Pri sniženju temperature, ako zrak sadrži maksimalnu količinu vlage, nastupa kondenzacija, to jest nastaju oblaci, magla ili rosa. Omjer između apsolutne vlage a, koju sadrži zrak, i maksimalne vlage amax, koju bi zrak mogao primiti kod određene temperature da bi bio zasićen naziva se relativna vlažnost φ. To je broj koji je uvijek manji od 1, te se množi sa 100 i izražava u postocima, to jest:
{\displaystyle \phi ={a \over a_{max}}\cdot 100\%}

## Dugovalno zračenje Zemlje
Najveći dio apsorbirane energije Sunčeva zračenja Zemlja pretvara u toplinu. Tako zagrijana Zemljina površina emitira natrag u atmosferu svoje elektromagnetsko zračenje, i to u infracrvenom području spektra (dugovalno zračenje). Valna duljina i jakost (intenzitet) Zemljina dugovalnog zračenja ovise o temperaturi Zemljine površine T0. Energija L0 koju zrači Zemlja iznosi:
{\displaystyle L_{0}=k\cdot \sigma \cdot T_{0}^{4}}
gdje je: L0 - zračenje Zemlje po jedinici ploštine (indeks 0 označuje da se radi o površini Zemlje, a zračenje je usmjereno od tla u atmosferu), k - koeficijent ovisan o vrsti tla (najčešće iznosi 0,95, na primjer za suhi pijesak k = 0,949, a za gustu zelenu travu k = 0,986), σ - Stefan–Boltzmannova konstanta, T0 - apsolutna temperatura Zemljine površine. Gornji izraz je zapravo Stefan-Boltzmannov zakon zračenja crnog tijela, ispravljen koeficijentom k za uvjete na Zemljinoj površini koja u fizikalnom smislu nije crno nego sivo tijelo. 
Zemlja emitira dugovalno zračenje tokom dana i noći s maksimalnom jakošću (intenzitetom) u podnevnim i minimalnim u noćnim satima. Budući da je kratkovalno zračenje Sunca samo po danu, na Zemljinu tlu postoji stalna razlika između Sunčeva zračenja i dugovalnog zračenja Zemlje. Po vedrom danu tlo prima više energije nego što je emitira, a po noći tlo samo predaje energiju. U ljetnim danima tlo prima više energije nego što je gubi, dok je zimi obrnuto. U godišnjem prosjeku tlo gubi više energije nego je prima kratkovalnim zračenjem Sunca, no Zemlja se ipak postepeno ne ohlađuje, jer tlo osim kratkovalnog zračenja Sunca prima i dugovalno zračenje atmosfere.

### Protuzračenje atmosfere
Osim kratkovalnog zračenja Sunca, u atmosferu prodire i dugovalno zračenje, emitirano s površine Zemlje. Za razliku od kratkovalnog zračenja Sunca, koje atmosfera uglavnom propušta i od njega se samo vrlo malo zagrijava, dugovalno zračenje Zemlje emitirano u atmosferu apsorbiraju vodena para, ugljikov dioksid i ozon, a vrlo malo neki spojevi dušika i ugljikovodici. Ugljikov dioksid i vodena para selektivno apsorbiraju infracrveno zračenje u području od 5 do 7 μm i valove duljine od 17 μm, a uopće ne apsorbiraju zračenje u području od 8,5 do 12 μm za koje je atmosfera potpuno propusna. Zato zračenja valne duljine λ = 8,5 - 12 μm odlaze u međuplanetarni prostor i za Zemlju su izgubljena. Zbog apsorpcije dugovalnog zračenja, atmosfera se zagrijava, a prema Wienovu zakonu pomaka, zbog svojih niskih temperatura atmosfera emitira dugovalno zračenje velikih valnih duljina od 2 do 80 μm. Jedan dio tog zračenja odlazi iz atmosfere u svemir (oznaka L∞↑), pa je izgubljen za sustav Zemlje i atmosfere, a drugi dio, koji je usmjeren prema površini Zemlje (oznaka L0↓), vraća energiju zračenja prema tlu i naziva se protuzračenjem atmosfere. 
Protuzračenje atmosfere ima svoj dnevni hod s najnižim vrijednostima sat poslije izlaska Sunca. Protuzračenje atmosfere ovisi i o vlazi zraka i naoblaci. Povećanjem vlage i naoblake protuzračenje atmosfere se povećava.
Razlika između dugovalnog zračenja tla i protuzračenje atmosfere naziva se efektivnim zračenjem. Temperatura je atmosfere najčešće niža od temperature Zemljine površine, pa je stoga efektivno zračenje većinom negativno, osim pri jakim inverzijama i visokoj vlazi, kad je protuzračenje atmosfere jače od dugovalnog zračenja podloge. Najveće vrijednosti efektivnog zračenja javljaju se ljeti pri vedrom nebu.